# Mitsubishi Urawa Football Club 1992
Questa voce raccoglie le informazioni riguardanti il Mitsubishi Urawa Football Club nelle competizioni ufficiali della stagione 1992.

## Stagione
Divenuto un club professionistico e dismesso il nome Mitsubishi Motors, il Mitsubishi Urawa fallì l'accesso alla fase finale della Coppa Yamazaki Nabisco a causa della peggior differenza reti nei confronti del Kashima Antlers (classificatosi al quarto posto). In Coppa dell'Imperatore i Reds furono fermati in semifinale dal Verdy Kawasaki, risultato vincitore dopo i tiri di rigore.

## Maglie e sponsor
Vengono confermate le divise introdotte nella seconda metà della stagione precedente, con in aggiunta lo sponsor Mitsubishi Galant sulla parte anteriore.
| Manica sinistra · Maglietta · Maglietta · Manica destra · Pantaloncini · Calzettoni |

## Organigramma societario
Area tecnica
- Allenatore: Takaji Mori
- Allenatore in seconda: Hiroshi Ochiai
- Collaboratore tecnico: Hiromi Hara

## Rosa
| N. |                      | Ruolo | Calciatore            |
| -- | -------------------- | ----- | --------------------- |
|    | Giappone (bandiera)  | P     | Yūki Takita           |
|    | Giappone (bandiera)  | P     | Norihiro Takahashi    |
|    | Giappone (bandiera)  | P     | Akihisa Sonobe        |
|    | Giappone (bandiera)  | P     | Hisashi Tsuchida      |
|    | Giappone (bandiera)  | D     | Shinji Tanaka         |
|    | Argentina (bandiera) | D     | Marcelo Trivisonno    |
|    | Giappone (bandiera)  | D     | Yukinori Muramatsu    |
|    | Giappone (bandiera)  | D     | Jun Togari            |
|    | Giappone (bandiera)  | D     | Tadashi Sasaki        |
|    | Giappone (bandiera)  | D     | Katsuyoshi Shintō     |
|    | Giappone (bandiera)  | D     | Hajime Kamo           |
|    | Giappone (bandiera)  | D     | Tsuyoshi Sanbuichi    |
|    | Giappone (bandiera)  | D     | Takeshi Motoyoshi     |
|    | Giappone (bandiera)  | C     | Osamu Hirose          |
|    | Giappone (bandiera)  | C     | Atsushi Natori        |
|    | Argentina (bandiera) | C     | Osvaldo Escudero      |
|    | Argentina (bandiera) | C     | Sergio Ariel Escudero |
|    | Giappone (bandiera)  | C     | Satoru Mochizuki      |
|    | Giappone (bandiera)  | C     | Yasuki Hashimoto      |

| N. |                     | Ruolo | Calciatore                    |
| -- | ------------------- | ----- | ----------------------------- |
|    | Giappone (bandiera) | C     | Takafumi Hori                 |
|    | Perù (bandiera)     | C     | Edwin Uehara                  |
|    | Giappone (bandiera) | C     | Fujio Yamamoto                |
|    | Giappone (bandiera) | C     | Kei Hatakeyama                |
|    | Giappone (bandiera) | C     | Eiji Satō                     |
|    | Giappone (bandiera) | C     | Shinichiro Nakajima           |
|    | Giappone (bandiera) | C     | Hirmoichi Sato                |
|    | Giappone (bandiera) | A     | Masahiro Fukuda               |
|    | Giappone (bandiera) | A     | Yasushi Matsumoto             |
|    | Giappone (bandiera) | A     | Akinori Mikami                |
|    | Giappone (bandiera) | A     | Tsuyoshi Kino                 |
|    | Giappone (bandiera) | A     | Kazuo Ozaki                   |
|    | Giappone (bandiera) | A     | Takeshi Mizuuchi              |
|    | Giappone (bandiera) | A     | Tsutomu Sato                  |
|    | Giappone (bandiera) | A     | Hideyuki Imakura              |
|    | Giappone (bandiera) | A     | Koichi Nakazato               |
|    | Giappone (bandiera) | A     | Kōichi Hashiratani (capitano) |
|    | Giappone (bandiera) | A     | Akihiro Kameda                |

## Calciomercato
| Acquisti | Acquisti              | Acquisti                    | Acquisti   |
| R.       | Nome                  | da                          | Modalità   |
| -------- | --------------------- | --------------------------- | ---------- |
| P        | Yūki Takita           | NTT Kanto                   | definitivo |
| P        | Norio Takahashi       | Nissan Motors               | definitivo |
| P        | Motohiro Tamura       | Nissan Motors               | definitivo |
| P        | Sadato Nishizuka      | Aoyama Gakuin Dai.          | definitivo |
| D        | Shinji Tanaka         | Nissan Motors               | definitivo |
| D        | Jun Togari            | Tsukuba Daigaku             | definitivo |
| D        | Yukinori Muramatsu    | Tokyo Nodai                 | definitivo |
| D        | Marcelo Trivisonno    | Rosario Central             | definitivo |
| C        | Satoru Mochizuki      | NKK                         | definitivo |
| C        | Takafumi Hori         | Toshiba                     | definitivo |
| C        | Edwin Uehara          | Deportivo AELU              | definitivo |
| C        | Sergio Ariel Escudero | Atlanta                     | definitivo |
| C        | Yasuki Hashimoto      | Shizuoka Gakuen High School | definitivo |
| A        | Kōichi Hashiratani    | Nissan Motors               | definitivo |
| A        | Akihiro Kameda        | Mazda                       | definitivo |
| A        | Koichi Nakazato       | Maebashi Ikeya H.S.         | definitivo |
| A        | Hiroshi Ninomiya      | Tsukuba Daigaku             | definitivo |
| A        | Shinichi Kawano       | Osaka Shodai                | definitivo |

| Cessioni | Cessioni              | Cessioni           | Cessioni      |
| R.       | Nome                  | a                  | Modalità      |
| -------- | --------------------- | ------------------ | ------------- |
| P        | Hiroyuki Takahashi    |                    | fine carriera |
| D        | Makoto Taguchi        |                    | fine carriera |
| D        | Hisataka Ikuta        |                    | fine carriera |
| D        | Morihiko Yamaji       |                    | fine carriera |
| D        | Akio Mashiko          |                    | fine carriera |
| D        | Daisuke Kitano        |                    | fine carriera |
| C        | Hiroyuki Tsujiya      |                    | fine carriera |
| A        | Hiromi Hara           |                    | fine carriera |
| A        | Yasushi Yoshida       |                    | fine carriera |
| A        | Patricio Mac Allister | Argentinos Juniors | definitivo    |
| A        | Norihiro Yasuda       |                    | fine carriera |
| A        | Shinichi Kawano       | Argentino (R)      | prestito      |
| A        | Hiroshi Ninomiya      | Danubio            | prestito      |

## Risultati

### Coppa Yamazaki Nabisco
| Omiya 5 settembre 1992, ore 18:02 UTC+9 Fase a gironi | Urawa Reds    | 2 – 3 (d.t.s.) | JEF United | Omiya Football Stadium (4,934 spett.)\| Arbitro: \| Hideo Kikuchi \| |
| Arbitro:                                              | Hideo Kikuchi |                |            |                                                                      |

| Hiroshima 9 settembre 1992, ore 18:30 UTC+9 Fase a gironi | Mazda SC      | 2 – 3 (d.t.s.) | Urawa Reds | Hiroshima Stadium (3,128 spett.)\| Arbitro: \| Shizuo Takada \| |
| Arbitro:                                                  | Shizuo Takada |                |            |                                                                 |

| Kawasaki 12 settembre 1992, ore 19:00 UTC+9 Fase a gironi | Verdy Kawasaki | 1 – 0 | Urawa Reds | Todoroki Athletics Stadium (9,022 spett.)\| Arbitro: \| Kiyoshi Ota \| |
| Arbitro:                                                  | Kiyoshi Ota    |       |            |                                                                        |

| Omiya 19 settembre 1992, ore 18:00 UTC+9 Fase a gironi | Urawa Reds      | 3 – 2 | Kashima Antlers | Omiya Football Stadium (8,948 spett.)\| Arbitro: \| Masahiro Sogawa \| |
| Arbitro:                                               | Masahiro Sogawa |       |                 |                                                                        |

| Hiratsuka 22 settembre 1992, ore 19:00 UTC+9 Fase a gironi | Yokohama Flügels    | 1 – 2 | Urawa Reds | Hiratsuka Athletics Stadium (5,684 spett.)\| Arbitro: \| Fumikazu Shioyazono \| |
| Arbitro:                                                   | Fumikazu Shioyazono |       |            |                                                                                 |

| Kawagoe 27 settembre 1992, ore 14:00 UTC+9 Fase a gironi | Urawa Reds  | 2 – 1 | Yokohama Marinos | Kawagoe Athletic Stadium (7,199 spett.)\| Arbitro: \| Yu Nakamura \| |
| Arbitro:                                                 | Yu Nakamura |       |                  |                                                                      |

| Shizuoka 3 ottobre 1992, ore 16:00 UTC+9 Fase a gironi | Shimizu S-Pulse | 4 – 1 | Urawa Reds | Nihondaira Sports Stadium (5,684 spett.)\| Arbitro: \| Masayoshi Okada \| |
| Arbitro:                                               | Masayoshi Okada |       |            |                                                                           |

| Omiya 7 ottobre 1992, ore 14:00 UTC+9 Fase a gironi | Urawa Reds      | 0 – 1 | Nagoya Grampus | Omiya Football Stadium (9,696 spett.)\| Arbitro: \| Masahiro Sogawa \| |
| Arbitro:                                            | Masahiro Sogawa |       |                |                                                                        |

| Kobe 11 ottobre 1992, ore 14:01 UTC+9 Fase a gironi | Gamba Osaka        | 1 – 2 (d.t.s.) | Urawa Reds | Kobe Universiade Memorial Stadium (15,871 spett.)\| Arbitro: \| Morihisa Yamaguchi \| |
| Arbitro:                                            | Morihisa Yamaguchi |                |            |                                                                                       |

### Coppa dell'Imperatore
| Arbitro: | Toshiyuki Mayuzumi |

|                               |           |               |
| Mochizuki 30’ Hashiratani 39’ | Marcatori | 18’ Yamaguchi |

| Arbitro: | Tetsuya Hamana |

|                           |           |  |
| Hashiratani 36’, 76’, 71’ | Marcatori |  |

| Arbitro: | Yotaro Moritsu |

|                       |           |              |
| Fukuda 59’ Hirose 62’ | Marcatori | 76’ Kurosaki |

| Arbitro: | Hideo Kikuchi |

|                       |           |                      |
| Hirose 36’ Fukuda 41’ | Marcatori | 31’ Takeda 53’ Miura |

## Statistiche

### Statistiche di squadra
| Competizione           | Punti | Totale | Totale | Totale | Totale | Totale | Totale | DR |
| Competizione           | Punti | G      | V      | N      | P      | Gf     | Gs     | DR |
| ---------------------- | ----- | ------ | ------ | ------ | ------ | ------ | ------ | -- |
| Coppa Yamazaki Nabisco | -     | 9      | 5      | 0      | 4      | 15     | 14     | +1 |
| Coppa dell'Imperatore  | -     | 4      | 3      | 0      | 1      | 9      | 4      | +5 |
| Totale                 | -     | 13     | 8      | 0      | 5      | 24     | 18     | +6 |

### Statistiche dei giocatori
| Giocatore      | Coppa Yamazaki Nabisco | Coppa Yamazaki Nabisco | Coppa dell'Imperatore | Coppa dell'Imperatore | Totale   | Totale |
| Giocatore      | Presenze               | Reti                   | Presenze              | Reti                  | Presenze | Reti   |
| -------------- | ---------------------- | ---------------------- | --------------------- | --------------------- | -------- | ------ |
| O. Escudero    | 7                      | 0                      | 4                     | -                     | 11       | 0      |
| M. Fukuda      | 9                      | 4                      | 4                     | 2                     | 13       | 6      |
| K. Hashiratani | 8                      | 6                      | 4                     | 4                     | 12       | 10     |
| O. Hirose      | 7                      | 0                      | 3                     | 2                     | 10       | 2      |
| T. Hori        | 7                      | 2                      | 4                     | 0                     | 11       | 2      |
| Y. Matsumoto   | 2                      | 0                      | 0                     | 0                     | 2        | 0      |
| S. Mochizuki   | 9                      | 1                      | 4                     | 1                     | 13       | 2      |
| T. Motoyoshi   | 5                      | 0                      | 3                     | 0                     | 8        | 0      |
| Y. Muramatsu   | 8                      | 0                      | 0                     | 0                     | 8        | 0      |
| K. Nakazato    | 1                      | 0                      | 0                     | 0                     | 1        | 0      |
| A. Natori      | 9                      | 0                      | 4                     | 0                     | 13       | 0      |
| K. Ozaki       | 4                      | 1                      | 2                     | 0                     | 6        | 1      |
| T. Sasaki      | 1                      | 0                      | 1                     | 0                     | 2        | 0      |
| E. Sato        | 2                      | 0                      | 2                     | 0                     | 4        | 0      |
| K. Shinto      | 1                      | 0                      | 0                     | 0                     | 1        | 0      |
| S. Tanaka      | 9                      | 0                      | 4                     | 0                     | 13       | 0      |
| M. Trivisonno  | 9                      | 0                      | 4                     | 0                     | 13       | 0      |
| H. Tsuchida    | 9                      | 0                      | 4                     | 0                     | 13       | 0      |
| E. Uehara      | 8                      | 1                      | 2                     | 0                     | 10       | 1      |